# Nebljusi
Nebljusi – wieś w Chorwacji, w żupanii licko-seńskiej, w gminie Donji Lapac. W 2011 roku liczyła 208 mieszkańców.